# Stříbrná Skalice
Stříbrná Skalice (en allemand : Silberskalitz) est une commune du district de Prague-Est, dans la région de Bohême-Centrale, en République tchèque. Sa population s'élevait à 1 400 habitants en 2020.

## Géographie
Stříbrná Skalice est arrosée par la Sázava, qui forme la limite sud de la commune, et se trouve à 4,5 km au nord-ouest de Sázava, à 17,5 km au sud-est de Říčany et à 37 km au sud-est de Prague.
La commune est limitée par Černé Voděrady et Oplany au nord, par Výžerky à l'est, par Vlkančice à l'est et au sud, par Chocerady au sud, et par Ondřejov à l'ouest.

## Histoire
La première mention écrite de la localité date de 1361.
Le château de la ville a été détruit par l'armée de Sigismond de Luxembourg en 1403. Il n'en reste plus aujourd'hui que les fondations.

## Administration
La commune se compose de quatre quartiers :
- Hradec
- Hradové Střimelice
- Kostelní Střimelice
- Stříbrná Skalice

## Transports
Par la route, Stříbrná Skalice se trouve à 7 km de Sázava, à 21 km de Říčany et à 52 km du centre de Prague.

## Culture populaire
Dans le jeu vidéo Kingdom Come: Deliverance, le village est un lieu central de l'intrigue. C'est notamment le lieu de naissance de Henry le héros du jeu. Il est victime d'un pillage de la part d'une armée de Coumans hongrois dirigée par Sigismond de Luxembourg au début de la partie.